# همپستد نیر هولت، نورفک
همپستد نیر هولت (به انگلیسی: Hempstead) یک روستا و محله مدنی در بریتانیا است که در North Norfolk واقع شده‌است. همپستد نیر هولت ۷٫۱۹ کیلومتر مربع مساحت و ۱۷۷ نفر جمعیت دارد.